# Bruno Neumann (Fußballspieler)
Bruno Neumann (Lebensdaten unbekannt) war ein deutscher Fußballspieler.

## Karriere
Neumann gehörte zwei Königsberger Vereinen an, für die er als Torhüter Endrundenspiele um die Deutsche Meisterschaft bestritt.
Aufgrund des regionalen Meistertitels war sein Verein (VfB Königsberg) auch in der Endrunde um die Deutsche Meisterschaft vertreten. Sein Debüt am 2. Mai 1909 auf dem Königsberger Walter-Simon-Sportplatz gegen den BTuFC Viktoria 89 wurde mit der 1:12-Viertelfinalniederlage erheblich getrübt. 
In seinem zweiten Endrundenspiel – für den SV Prussia-Samland Königsberg spielend – kam er am 13. April 1913 auf dem Sportplatz an der Rathausstraße, der Spielstätte des BTuFC Union 1892 erneut gegen den BTuFC Viktoria 89 und erneut im Viertelfinale zum Einsatz und verlor diesmal mit 1:6, wobei ihm beim Tor zum 0:2 in der 30. Minute ein Eigentor unterlief. Sein letztes Endrundenspiel bestritt er am 3. Mai 1914 erneut auf dem Königsberger Walter-Simon-Sportplatz und erneut im Viertelfinale, das mit 1:4 gegen den späteren Deutschen Meister VfB Leipzig verloren wurde.

## Erfolge
VfB Königsberg
- Teilnehmer an der Endrunde um die Deutsche Meisterschaft 1909

SV Prussia-Samland Königsberg
- Teilnehmer an der Endrunde um die Deutsche Meisterschaft 1913, 1914